# Krzysztof Eysymontt
Krzysztof Marek Eysymontt (ur. 26 kwietnia 1928, zm. 8 listopada 2018) – polski historyk sztuki.
Był autorem i redaktorem opracowań dotyczących obiektów zabytkowych w tym dworów i pałaców. Pod jego redakcją ukazał się Katalog zabytkowych ogrodów i parków województwa legnickiego autorstwa Henryka Ciesielskiego i Hanny Wrabec (Państwowa Służba Ochrony Zabytków. Oddział Wojewódzki; Legnica, 1997). Jego synem jest Rafał Eysymontt.
Pochowany na Cmentarzu Osobowickim we Wrocławiu.

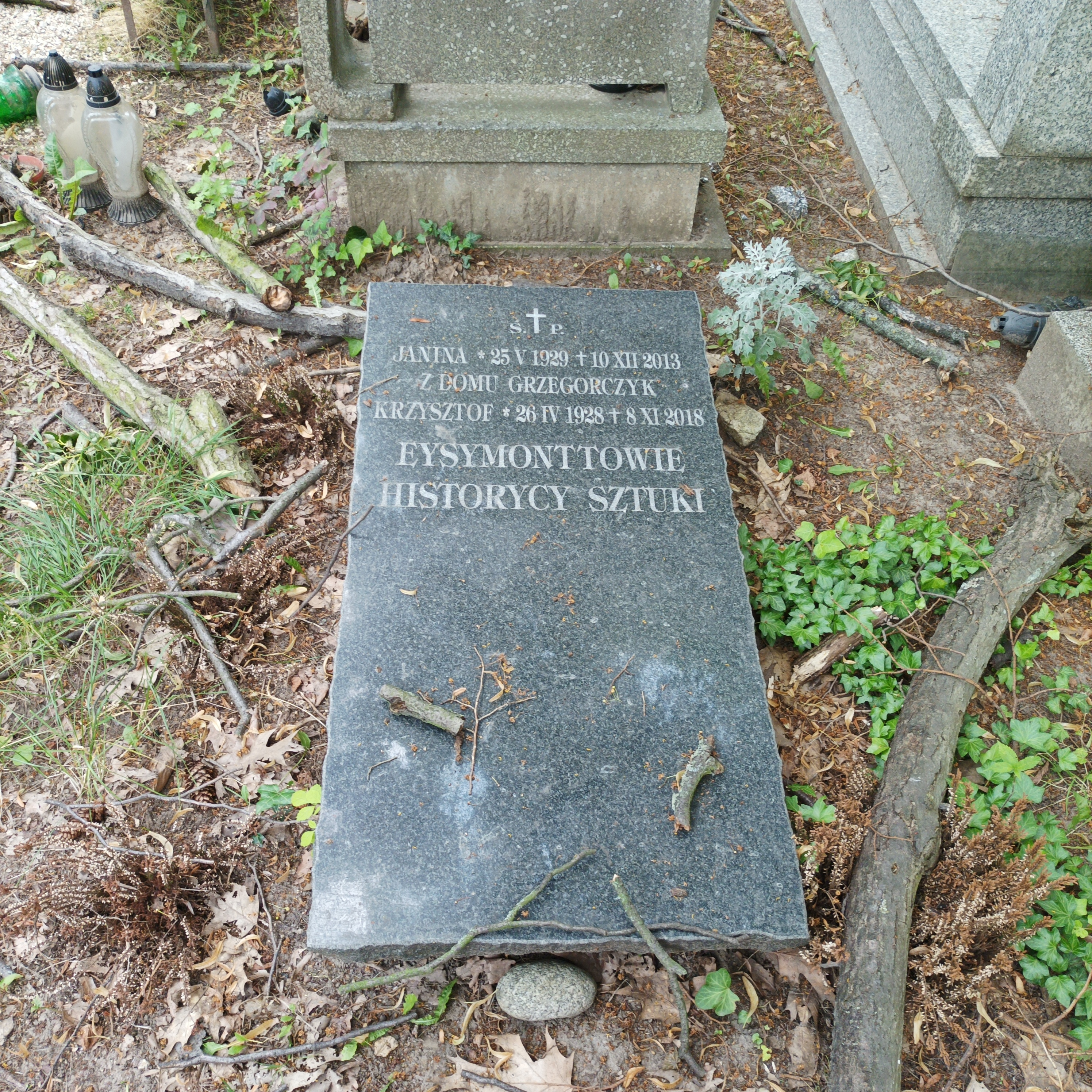
Grób Krzysztofa Eysymontta na Cmentarzu Osobowickim we Wrocławiu

## Publikacje
- Architektura renesansowych dworów na Dolnym Śląsku (Muzeum Architektury we Wrocławiu, Wrocław 2010; ISBN 978-83-89262-58-5)
- Dwór renesansowy w Warcie Bolesławieckiej (Przedsiębiorstwo Państwowe Pracownie Konserwacji Zabytków; Oddział Wrocław, Warszawa, 1980)
- Katalog parków zabytkowych gminy Żukowice województwo legnickie („Arobo-plast”, Wałbrzych, 1989)
- Rezydencja Czettritzów w Wałbrzychu: oblicze dawne i współczesne (Wydawnictwo Państwowej Wyższej Szkoły Zawodowej im. Angelusa Silesiusa, Wałbrzych, 2008; ISBN 978-83-88425-43-1)